# Brampton Island
Brampton Island – wyspa na Morzu Koralowym, położona u północno-wschodniego wybrzeża stanu Queensland w Australii, 32 km na północny wschód od miasta Mackay, z którym jest połączona transportem wodnym i lotniczym. Należy do archipelagu Cumberland Islands. Jest to przybrzeżna wyspa kontynentalna otoczona rafami koralowymi, zajmuje powierzchnię 8 km² i wznosi się na wysokość 215 m n.p.m. w zalesionych wzgórzach. Jest dobrze rozwiniętym kurortem turystycznym na Wielkiej Rafie Koralowej. Wyspa została odkryta w 1770 roku przez Jamesa Cooka. Została nazwana w 1879 roku na cześć miasta Brampton w Kumbrii.